# Психрофіти
Психрофіти (від грецьких слів холодний і рослина) — рослини, що ростуть на вологих і холодних ґрунтах.
До психрофітів належать як нижчі рослини (снігові й льодові водорості, наскельні лишайники), так і вищі, представлені різними життєвими формами (чагарник, чагарничок, напівчагарничок, багаторічні трави тощо). Психрофіти пристосувалися до умов високих широт і високогір'я: тривалої зими, низьких температур ґрунту і повітря, сильних вітрів, малої кількості опадів, нестачі поживних речовин тощо. Внаслідок короткого вегетаційного періоду у психрофітів переважає вегетативне розмноження. Прикладами психрофітів є дріада восьмипелюсткова, кедровий сланник тощо.